# Форман (Арканзас)
Форман (англ. Foreman, Arkansas) — город, расположенный в округе Литл-Ривер (штат Арканзас, США) с населением в 1125 человек по статистическим данным переписи 2000 года.

## География
По данным Бюро переписи населения США город Форман имеет общую площадь в 5,18 квадратных километров, водных ресурсов в черте населённого пункта не имеется.
Форман расположен на высоте 127 метров над уровнем моря.

## Демография
По данным переписи населения 2000 года в Формане проживало 1125 человек, 297 семей, насчитывалось 490 домашних хозяйств и 566 жилых домов. Средняя плотность населения составляла около 220,6 человек на один квадратный километр. Расовый состав Формана по данным переписи распределился следующим образом: 67,29 % белых, 27,29 % — чёрных или афроамериканцев, 1,96 % — коренных американцев, 2,40 % — представителей смешанных рас, 1,07 % — других народностей. Испаноговорящие составили 2,04 % от всех жителей города.
Население города по возрастному диапазону по данным переписи 2000 года распределилось следующим образом: 25,5 % — жители младше 18 лет, 8,4 % — между 18 и 24 годами, 23,9 % — от 25 до 44 лет, 23,3 % — от 45 до 64 лет и 18,8 % — в возрасте 65 лет и старше. Средний возраст жителей составил 39 лет. На каждые 100 женщин в Формане приходилось 84,4 мужчин, при этом на каждые сто женщин 18 лет и старше приходилось 79,4 мужчин также старше 18 лет.
Средний доход на одно домашнее хозяйство в городе составил 22 176 долларов США, а средний доход на одну семью — 29 231 доллар. При этом мужчины имели средний доход в 26 944 доллара США в год против 18 229 долларов среднегодового дохода у женщин. Доход на душу населения в городе составил 13 202 доллара в год. 18,2 % от всего числа семей в населённом пункте и 26,7 % от всей численности населения находилось на момент переписи населения за чертой бедности, при этом 32,9 % из них были моложе 18 лет и 34,3 % — в возрасте 65 лет и старше.